# Joaquín Piedra Miralles
Joaquín Piedra Miralles (Bocairente, 15 de septiembre de 1912 - Valencia, 5 de junio de 1971) fue un sacerdote, musicólogo, compositor y maestro de capilla español.

## Vida
Joaquín Piedra Miralles nació en Bocairente, en la provincia de Valencia, el 15 de septiembre de 1912. Piedra Miralles se formó musicalmente con su tío, Juan Belda Pastor, y con Vicente Ripollés, que en ese momento era profesor de música del seminario de Valencia. Sus maestros le dieron una visión peculiar de la interpretación de obras religiosas. Ingresó en el seminario de Valencia el 1 de octubre de 1925, con trece años. Durante la Guerra civil tuvo que huir y se ordenó como sacerdote el 11 de septiembre de 1938 en Burgos. Posteriormente ejerció de capellán en Navarra durante algún tiempo y luego como regente de Macastre.
Regresó a Valencia en cuanto se reabrió el seminario a finales de 1939, donde fue nombrado superior y director de la schola cantorum. Su actividad musical se extendió a la Comisión Diocesana de Música Sacra, de la que fue vocal. En su faceta como docente y director de coro fue quien reintrodujo la música litúrgica tras la interrupción de la guerra civil. Para mejorar la enseñanza, dividió la schola cantorum en dos: el «Grupo A», más reducido en número, y la «Gran Schola», de la que formaban parte más de cien voces. Su repertorio incluía a los grandes maestros como Palestrina, Vitoria, Hassler, Morales, Guerrero, Comes, Ginés Pérez, etc.
En junio de 1950 fue nombrado maestro de capilla del Real Colegio Seminario del Corpus Christi de Valencia, para lo que dejó su cargo en el seminario en manos de José Estellés Caballer, aunque continuó dando clases a los diáconos. Mantuvo el cargo hasta su fallecimiento en Valencia, el 5 de junio de 1971.

Falleció después de penosa enfermedad. Sacerdote de fina sensibilidad, místico, poeta y músico, que ofrecía unas versiones personales de las obras, que llenaban de admiración y conmovían al auditorio; se entregó al ministerio, en especial, a la dirección de almas, pasando, además, gran parte de su vida descubriendo e interpretando las bellezas encerradas en las partituras que exquisitos artistas ofrendaron a la Iglesia, dejándonos él mismo algunas obras que escribió con auténtica inspiración.

## Obra
Como musicólogo destaca su estudio biográfico Juan Bautista Comes y su tiempo (1977), que escribió junto con José Climent. También publicó los artículos «Organistas valencianos de los siglos XVII y XVIII, A) Organistas del Colegio de Corpus Cristi» (1962) y «Maestros de capilla del Real Colegio de Corpus Christi (Patriarca)» (1968). También trabajó en la organización de la biblioteca del Colegio de Corpus Christi y la biblioteca musical del Ayuntamiento de Valencia.
Toda su producción musical es posterior a 1950, conservadas en su mayoría en el Colegio de Corpus Christi. Entre sus composiciones destacan un Ave María a cuatro voces y De profundis un salmo en fabordón a cuatro voces. En total se conservan cinco misas, todas a cuatro voces; dos antífonas, Ave María y Salve Regina; un himno; dos motetes; un ofertorio; dos salmos a cuatro voces; y otras tres obras litúrgicas.